# I lai del Beleriand
I lai del Beleriand è una raccolta di testi in forma poetica di J. R. R. Tolkien, che costituisce il terzo volume della Storia della Terra di Mezzo, una raccolta postuma di scritti di Tolkien curata dal figlio Christopher.

## Contenuto
Il volume contiene due lunghi poemi. Il primo, Il lai dei figli di Húrin, è composto in versi allitterativi; fu scritto tra il 1920 e il 1925, e narra delle vicende di Túrin Turambar attraverso due versioni della storia.
Il secondo poema è Il lai del Leithian, in distici ottosillabici in rima baciata, scritto tra il 1925 e il 1931. Anche questo esistente in due versioni: quella principale e una sua parziale revisione. Narra della storia di Beren e Lúthien, in una versione che differisce solo leggermente da quella del Silmarillion. È accompagnato da un commento di C. S. Lewis, grande amico di Tolkien.
Infine il volume contiene tre brevi poemi presto abbandonati: Il lai della caduta di Gondolin (riportato solo in parte), La fuga dei Noldoli e Il lai di Earendel.
Le prime versioni dei lunghi poemi corrispondono cronologicamente agli anni dei primi scritti di Tolkien, più o meno contemporanei ai Racconti perduti, mentre la versione più tarda del Lai di Leithian è contemporanea alla stesura del Signore degli Anelli.